# 3e brigade de montagne (Pologne)
Pour les articles homonymes, voir 3e brigade de montagne.
La  3e brigade de montagne est une des divisions d'infanterie de l'armée polonaise durant la Seconde Guerre mondiale.

## Théâtres d'opérations
- 1er septembre au 6 octobre 1939 : Campagne de Pologne